# Cosmopolitan Railway
A Cosmopolitan Railway William Gilpin Colorado állam első kormányzójának egy globális vasúthálózatra vonatkozó terve volt 1890-ben. A mű teljes címe: Cosmopolitan Railway: Compacting and Fusing Together All the World's Continents
A Gilpin által javasolt hálózat legyőzte volna az akadályokat, különbségeket és harmóniába hozta volna a világ civilizációit. Az ötlet Denvert tette volna meg a világ fővárosává.

## A hálózat elemei
A Cosmopolitan Railway volt az első dokumentum, mely javasol egy közvetlen szárazföldi összeköttetést Alaszka és az USA között. Később ez a kapcsolat meg is valósult, de mint Alaszkai autópálya. Szintén javasolt egy hidat Ázsiába a Bering-szoroson keresztül, majd tovább Európába. Európából pedig tovább Afrikába. A tervnek számos nehézsége volt: híd vagy alagút a Bering-szorosnál és Gibraltárnál, több ezer km-nyi vasút a fagyos Alaszkában és Szibériában, továbbá Afrika sivatagjaiban. A tervet már akkor elvetették.
Gilpin Cosmopolitan Railway ötlete 70 évvel később részben, más módon megvalósult, mikor kialakult a légi utazás világméretű hálózata, amely megdöntötte a hajók és vonatok globális monopóliumát a hosszútávú, nemzetközi utazásokban.